# Zirkus Rojinski
Zirkus Rojinski war eine wöchentliche Online- und TV-Sendung des Fernsehsenders ZDFneo, die von Palina Rojinski moderiert wurde und in Sketchen und Clips unterhaltsame und unerwartete Einblicke in das Leben der Moderatorin gab.

## Konzept
Zirkus Rojinski war eine Webserie, die aus einzelnen Webisodes bestand. Die neuen Episoden wurden immer dienstags auf dem ZDFneo-YouTube-Kanal und unter zirkusrojinski.zdfneo.de ins Netz gestellt und wurden dann am Donnerstagabend um 0.00 Uhr in ZDFneo ausgestrahlt. Zudem war (ist ?) die Sendung als Podcast erhältlich. Die einzelnen Episoden waren zwischen sieben und zehn Minuten lang. Palina Rojinski zeigte dabei in kurzen Clips und Sketchen ihr Leben voller schräger Abenteuer und Begegnungen. So begleiteten die Zuschauer Palina Rojinski beispielsweise auf dem roten Teppich bei der Verleihung des Deutschen Filmpreises, wo sie auf nationale und internationale Größen des Filmgeschäfts traf. Oder man beobachtete Palina Rojinski, wie sie ihr neues Buch „Das Prinzip Rojinski“ auf der Frankfurter Buchmesse an das interessierte Fachpublikum brachte. Ihre musikalischen Fähigkeiten stellte die Hobby-DJ in verschiedenen Formen vor, so zum Beispiel, wenn sie Klassiker der Weltliteratur tanzte oder ein eigenes Rap-Video drehte.